# Signs
Signs (Znamení) je třetí singl Snoop Dogga z jeho alba R&G (Rhythm & Gangsta): The Masterpiece. Singl produkovalo duo The Neptunes a pomohli mu s ním i zpěváci Charlie Wilson a Justin Timberlake.
Singl byl vydán v březnu 2005.
Úspěch píseň zaznamenala například ve Velké Británii, kde se v singlovém žebříčku dopracovala až na druhé místo. V USA se píseň umístila daleko hůře, nejlepší umístění zaznamenala až na 46. místě. Vůbec největšího úspěchu se dočkala v Austrálii, kde strávila dokonce dva týdny na vrcholu tamější hitparády.
Živě jsme mohli Sings slyšet i na Live 8 2. července 2005.

## Umístění ve světě
| Hitparáda             | Umístění |
| --------------------- | -------- |
| Austrálie             | 1        |
| Evropa                | 1        |
| Irsko                 | 2        |
| Velká Británie        | 2        |
| Německo               | 3        |
| Jihoafrická republika | 3        |
| Dánsko                | 3        |
| Čína                  | 3        |
| Nizozemsko            | 4        |
| Nový Zéland           | 4        |
| Rakousko              | 5        |
| Švýcarsko             | 5        |
| Itálie                | 7        |
| Řecko                 | 8        |
| Svět                  | 10       |
| Belgie                | 11       |
| Norsko                | 12       |
| Francie               | 13       |
| Maďarsko              | 25       |
| Lotyšsko              | 34       |
| USA                   | 46       |
| Švédsko               | 58       |
| Kanada                | 60       |
| Japonsko              | 65       |

## Úryvek textu
I'm not sure what I see
Cupid don't fuck with me!
Are you telling me this is a sign?
She's looking in my eyes, noticing no other guys
Are you telling me this is a sign? (OHHH!!!)